# 劉攽
劉攽（1022年—1088年），字貢父（一作戇父，或贛父），號公非。樟樹市黃土崗鎮荻斜劉家人。北宋史學家，著有《彭城集》。《資治通鑑》副主編之一。
先世为彭城人，西晋末年，避胡兵乱，迁居江南，又迁庐陵。劉攽好谐谑，慶曆六年（1046年）贾黯榜進士。歷任汝州推官，至和二年乙未（1055年）調江阴县主簿，嘉祐二年丁酉（1057年）擔任庐州推官等。歷州縣官二十年，嘉祐八年癸卯（1063年），入京為國子監直講，遷館閣校勘。宋神宗熙寧初年同知太常禮院，以反對新法出知曹州。博覽群書，精於史學，助司馬光修《資治通鑑》，專治漢史部分。元丰八年（1085年），由衡州盐仓起知襄州，元祐初年召拜中書舍人。四年卒，年六十七。
劉攽精于诗学，錢鍾書稱許劉攽“也许在史学考古方面算得北宋最精博的人”，又認為刘攽的詩比他哥哥刘敞好，风格上是欧阳修的同调。